# Atanyjoppa lineata
Atanyjoppa lineata är en stekelart som beskrevs av Heinrich 1968. Atanyjoppa lineata ingår i släktet Atanyjoppa och familjen brokparasitsteklar. Inga underarter finns listade.